# Arne Halse
Arne Halse (né le 20 octobre 1887 à Kristiansund et décédé le 3 juillet 1975 à Trondheim) est un athlète norvégien spécialiste du lancer de javelot et du lancer du poids. Affilié au IK Tjalve puis au SK Brage, il mesurait 1,72 m pour 80 kg.

## Biographie

### Palmarès
| Date | Compétition           | Lieu      | Résultat | Épreuve             | Performance |
| ---- | --------------------- | --------- | -------- | ------------------- | ----------- |
| 1908 | Jeux olympiques d'été | Londres   | 2e       | Javelot             | 50,58 m     |
| 1908 | Jeux olympiques d'été | Londres   | 3e       | Javelot style libre | 49,73 m     |
| 1912 | Jeux olympiques d'été | Stockholm | 7e       | Javelot             | 51,98 m     |
| 1912 | Jeux olympiques d'été | Stockholm | 5e       | Javelot à 2 mains   | 96,92 m     |

### Records
| Épreuve           | Performance | Lieu | Date |
| ----------------- | ----------- | ---- | ---- |
| Lancer du poids   | 13,38 m     |      | 1908 |
| Lancer du javelot | 55,40 m     |      | 1912 |